# Ornitottero
L'ornitottero (dal greco ὄρνις, -ιθος órnis, -ithos, "uccello" e πτερόν pterón, "penna, ala") è un aeromobile a superficie alare battente.
Il primo disegno di un ornitottero risale a Leonardo da Vinci: rappresenta probabilmente il più antico tentativo di progettare un oggetto volante più pesante dell'aria (aerodina).
Il complesso meccanismo riproduceva le ali di un uccello.

## Nascita dell'ornitottero
L'idea di costruire delle ali per imitare il volo degli uccelli risale alla leggenda greca di Dedalo e Icaro. Il primo tentativo di volo meccanico è attribuito a Abbas ibn Firnas, che lanciò un rudimentale ornitottero dal Monte della sposa (Jabal al-'Arus) nell'area di Rusafa, vicino a Cordova, in Spagna nell'875 d.C. Ruggero Bacone, filosofo del 1260, fu il primo a prendere in considerazione dei mezzi tecnologici per il volo. Attorno al 1490, Leonardo da Vinci iniziò gli studi sul volo degli uccelli. Capì che gli umani sono troppo pesanti e non abbastanza forti per volare usando semplicemente delle ali attaccate alle braccia. Considerò quindi un mezzo in cui l'aviatore sia disteso su una tavola e che manovri due grandi ali membranose usando delle ali, pedali e leve.

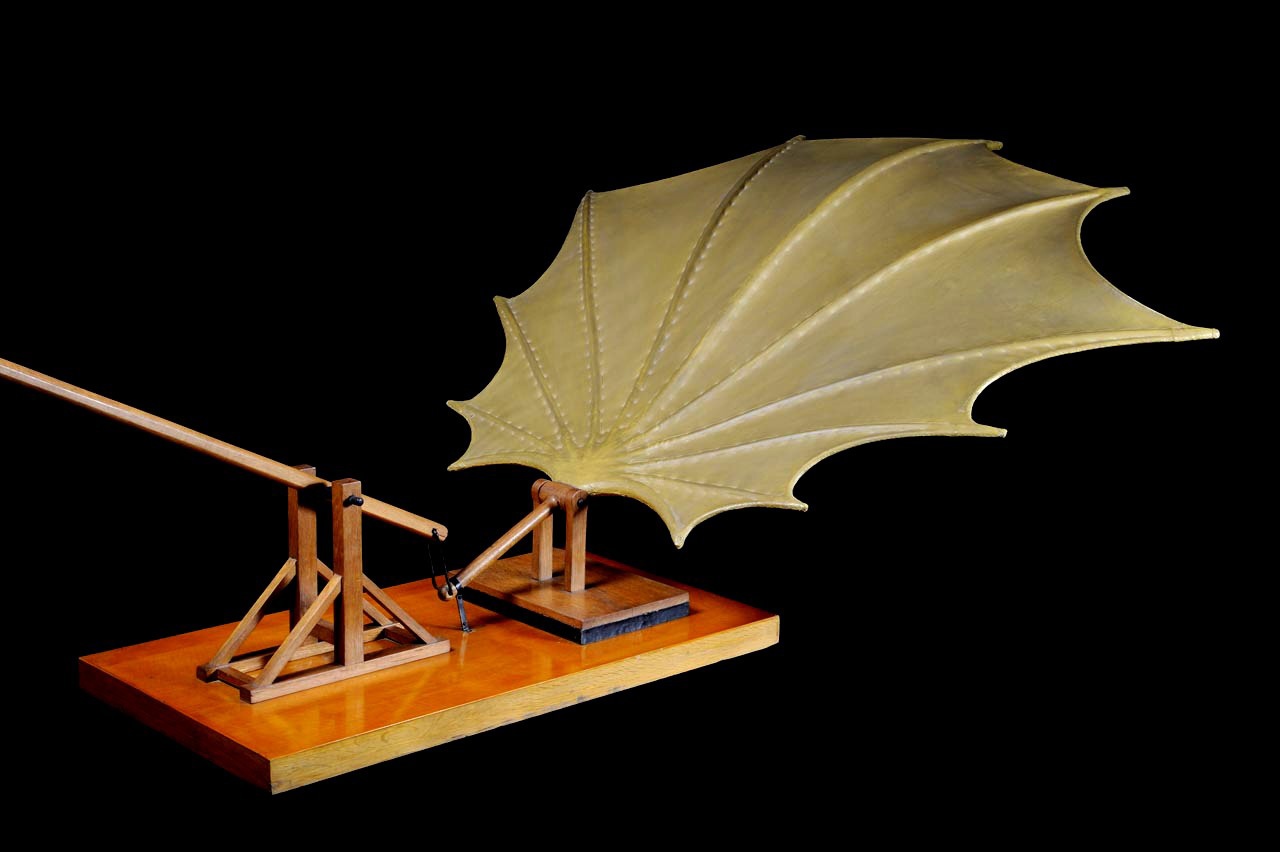
Modello di uno studio di Leonardo sulla possibilità delle ali di sostenere dei pesi. Il modello è costituito da una base su cui sono collocate una leva e un'ala, collegate da un perno. L'ala a sua volta è inserita in un pancone che poggia anch'esso sulla base.
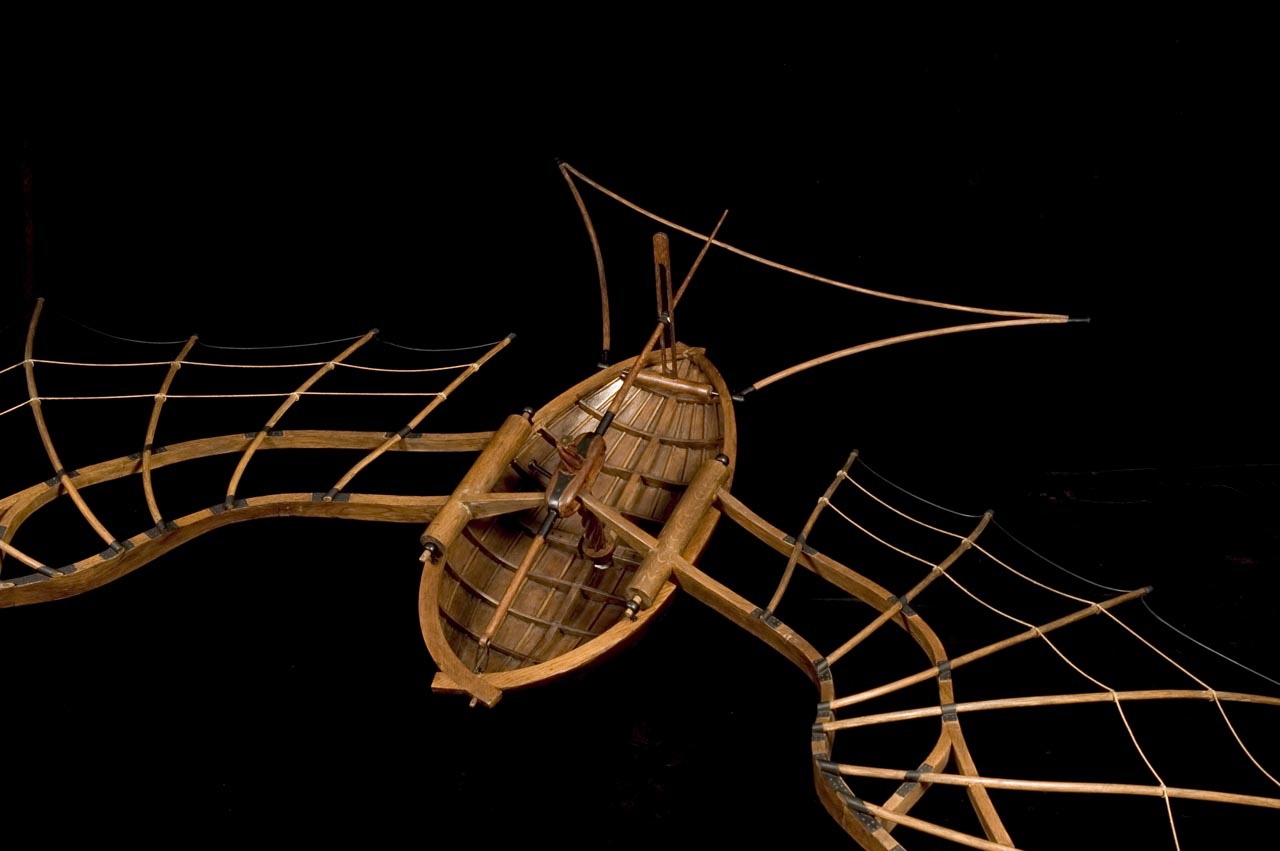
Modello che interpreta uno studio di macchina volante ad ali battenti; è costituito da una cabina di pilotaggio a forma di imbarcazione, una sorta di guscio di noce in cui il pilota può stare in piedi o seduto, munita di una coppia di grandi ali a pipistrello e di un'enorme coda.
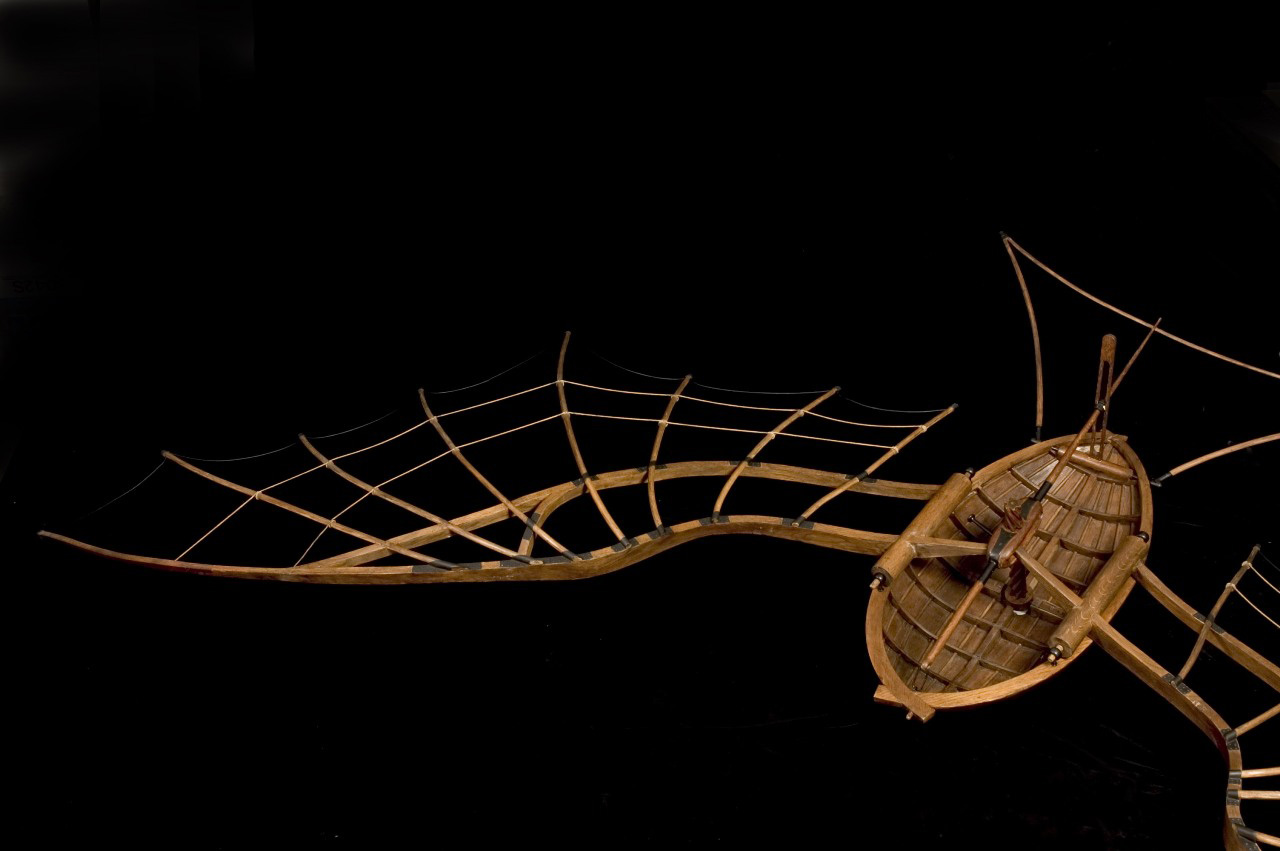
Le grandi ali sono mosse da un sistema di viti e madreviti; la rara presenza di una coda si riferisce probabilmente alla possibilità di favorire la stabilità del volo, in particolare durante la fase di atterraggio, e forse addirittura di fungere da timone.
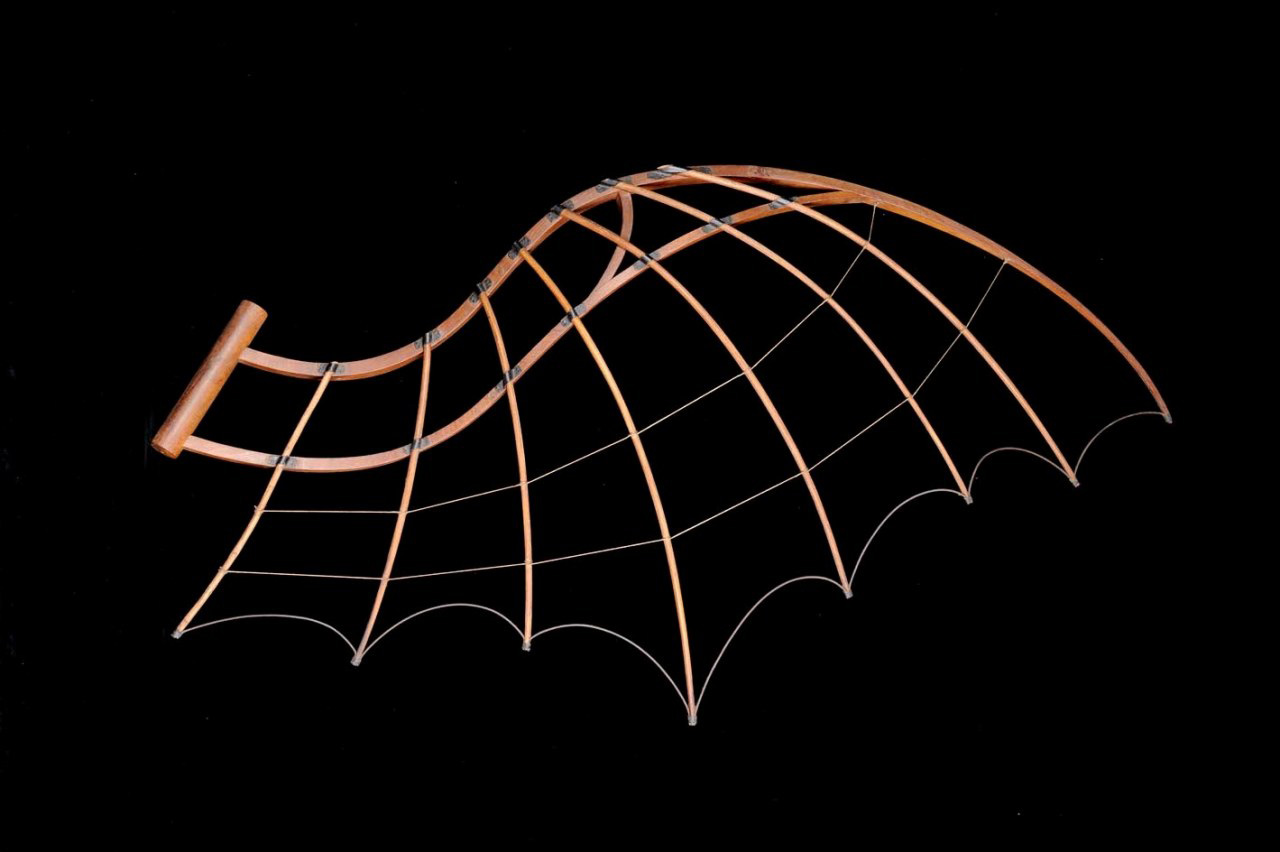
Modello tratto da un disegno di Leonardo che interpreta uno studio di ala tesa e non più "a sportelli"; simile all'ala di pipistrello, è costituito da un perno principale, da cui partono i raggi dell'armatura, fatti di canne.
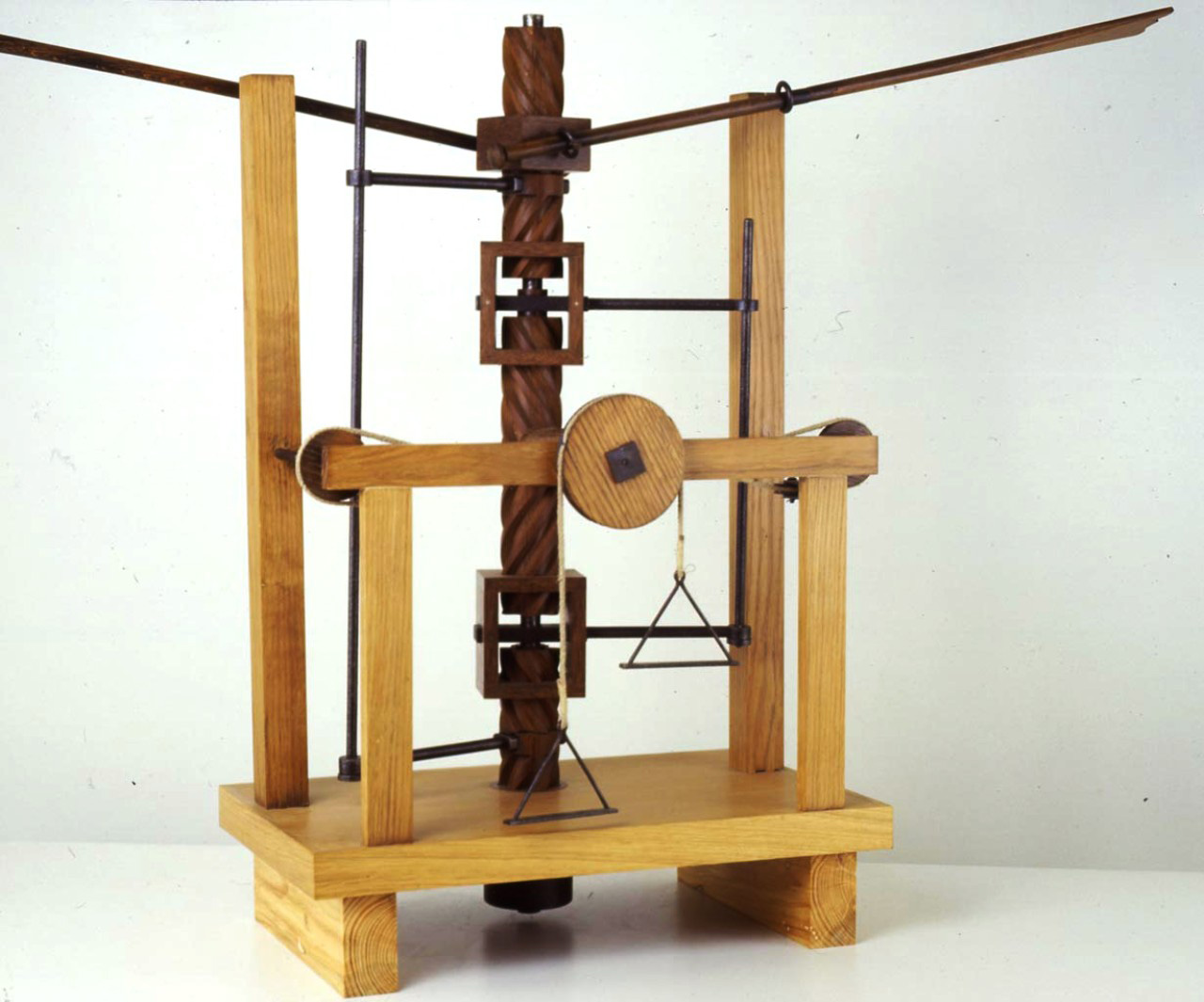
Modello di uno dei numerosi sistemi disegnati da Leonardo per ridurre lo sforzo del pilota e moltiplicare così il rendimento dei suoi muscoli.
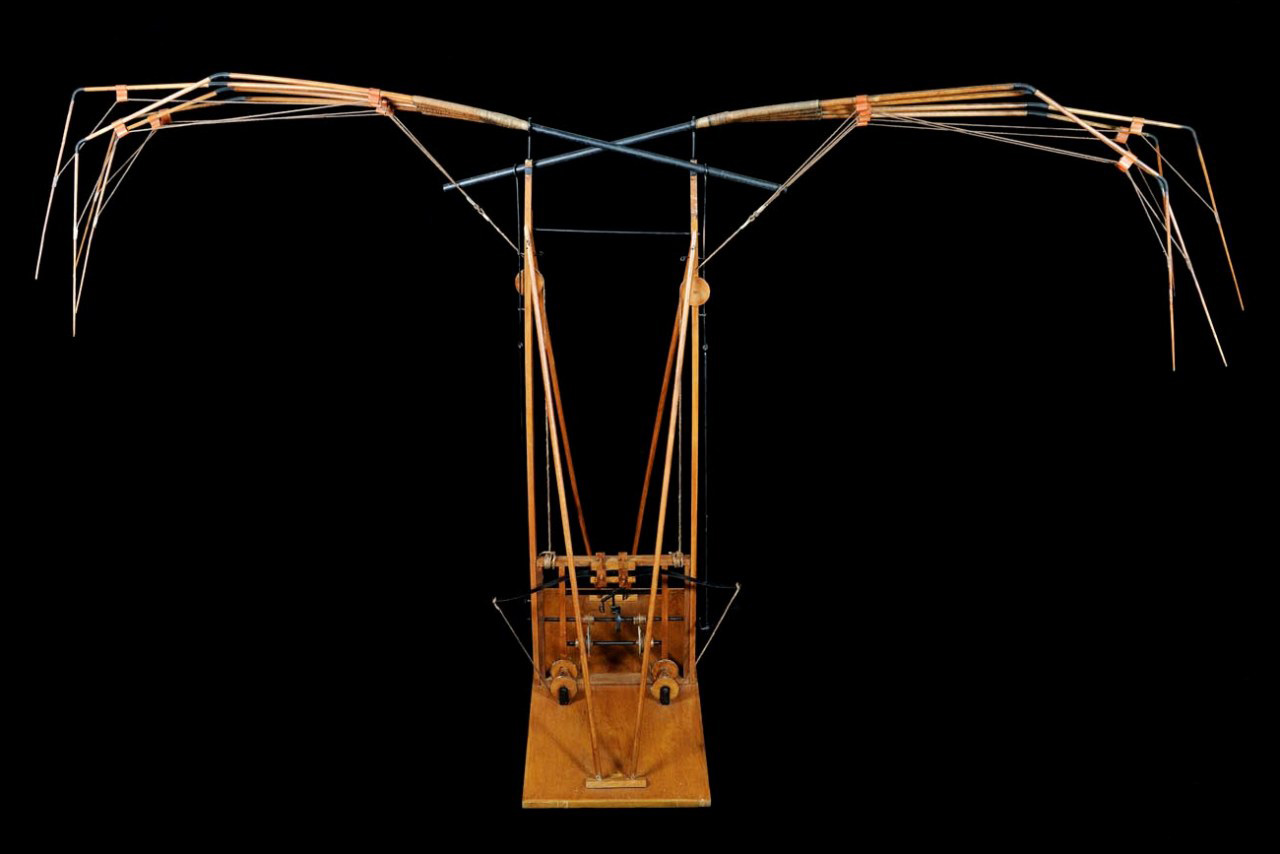
Macchina volante con motore a balestra. La battuta delle ali non è qui prodotta dall'energia muscolare, ma dalla distensione di una molla a balestra che veniva caricata da un manubrio.
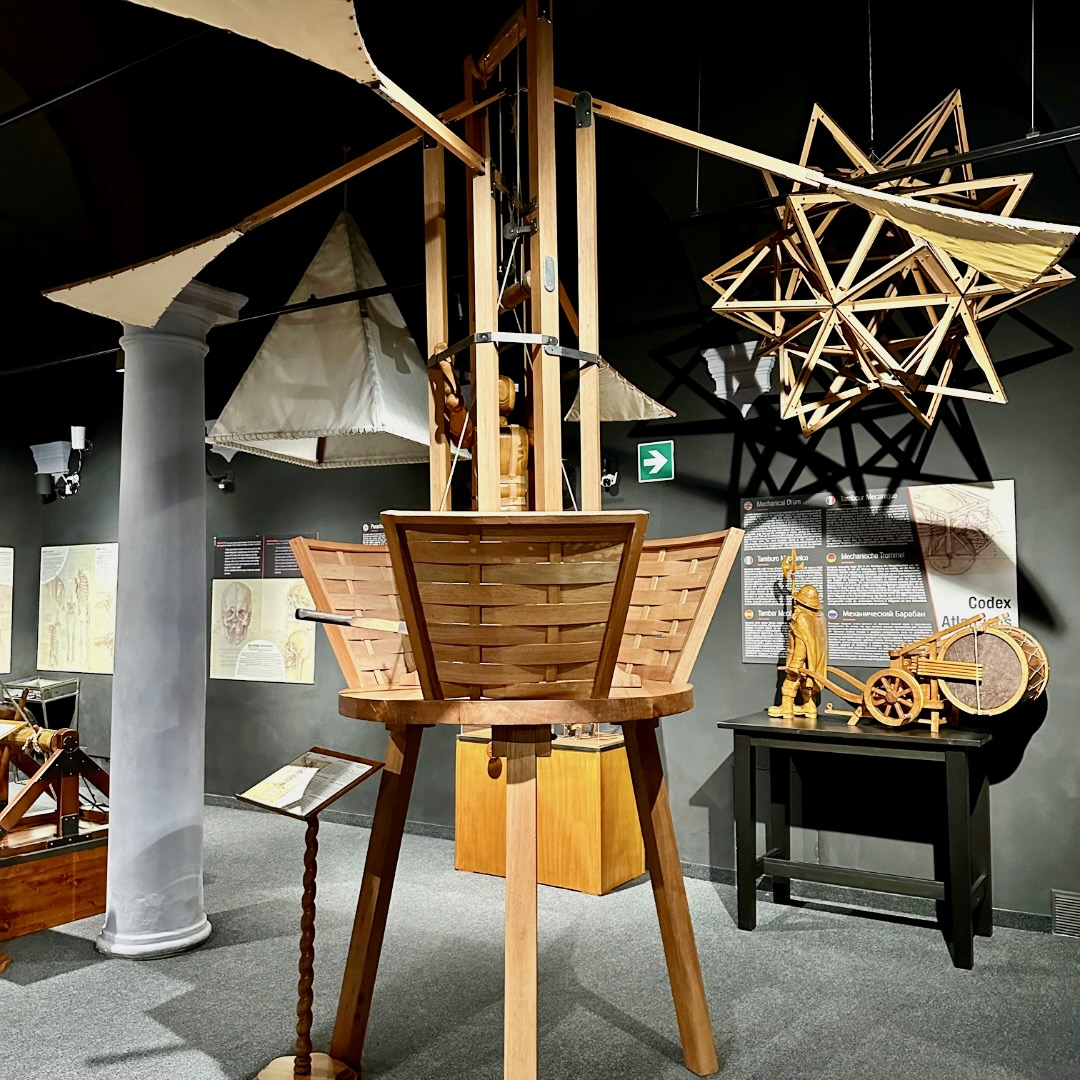
Prototipo di ornitottero verticale realizzato sulla base del disegno di Leonardo da Vinci (MS B, F. 80r). Con questa macchina volante le ali sono distribuite a coppia e funzionano con movimento incrociato. La posizione del pilota è verticale, al centro del complesso sistema di trasmissione del moto creato per sfruttare al massimo la sua potenza muscolare.

Il primo ornitottero capace di volare venne costruito in Francia nel 1870. Il modello di Gustave Trouvé volò per una distanza di 70 metri in una dimostrazione all'Accademia francese delle scienze. Le ali erano mosse da cariche di polvere da sparo che muovevano dei tubi a pressione. Jobert nel 1871 usò degli elastici per far alzare in volo un piccolo uccello in scala. Alphonse Pénaud, Hureau de Villeneuve, Victor Tatin e altri seguirono presto questi progetti.
Attorno al 1890, Lawrence Hargrave costruì diversi ornitotteri mossi da vapore o aria compressa. Egli introdusse l'uso di piccole ali mobili che fornivano la spinta alle grandi ali fisse. Questo eliminò l'uso di un ingranaggio di riduzione, e quindi semplificando la produzione.
Nel 1930, Erich von Holst usò l'elastico di gomma per portare modelli di uccelli ad un alto stato di sviluppo e grande realismo. Sempre nel 1930, Alexander Lippisch e altri ricercatori in Germania sfruttarono un motore a pistoni interno.

## Voli con passeggeri
Gli ornitotteri in grado di trasportare un uomo a bordo sono di due tipi: quelli con motore e quelle mossi dai muscoli del pilota.
Nel 1929, un ornitottero mosso da energia umana progettato da Alexander Lippisch volò per una distanza di 250-300 metri dopo il lancio. Il volo durò relativamente poco a causa dei limiti d'energia dei muscoli umani. Poiché era stata utilizzata una rampa, alcuni dubitarono che l'aereo fosse capace di volo prolungato. Lippisch affermò che effettivamente l'aereo volò, e non fu una semplice planata. Più tardi vennero effettuati altri lanci tra cui si ricordano quelli con Bedford Maule (1942), Emil Hartmann (1959) e Vladimir Toporov (1993). Tutti ebbero portata limitata a causa della potenza sviluppabile dai muscoli umani.
Nel 1942, Adalbert Schmid volò con un ornitottero motorizzato a guida umana a Monaco-Laim. Era guidato da piccole ali battenti montate ai lati della fusoliera, dietro una grande ala fissa mossa da un motore Sachs da 3 hp. Il primo volo durò 15 minuti. Schmid costruì in seguito un ornitottero da 10 hp basato sull'aliante Grunau-Baby IIa, che volò nel 1947. Questo secondo modello aveva pannelli battenti all'esterno.

## Ornitotteri sperimentali recenti
Nel corso dei primi anni duemila, un gruppo di studenti dell'University of Toronto Institute for Aerospace Studies diretto dal docente e progettista James DeLaurier, progettò e realizzò un ornitottero sperimentale designato UTIAS Ornithopter No.1 ed immatricolato C-GPTR. Questo aeromobile, capace di staccarsi da terra per un breve periodo l'8 luglio 2006, è stato al centro di controversie in quanto la sua capacità di librarsi autonomamente in volo è stata messa in dubbio dalla comunità scientifica, in quanto il volo era assistito da un motore a getto.
Nel 2010, Todd Reichert, dottorando all'Università di Toronto, è riuscito nella storica impresa di volare a bordo di un ornitottero – chiamato Snowbird – per 19,3 secondi coprendo una distanza di 145,3 metri alla velocità di 25,6 km/h, utilizzando come mezzo di propulsione la sola forza dei muscoli delle sue gambe per far battere le ali lunghe 32 metri. Lo snowbird è stato costruito in fibra di carbonio, legno di balsa e schiuma espansa, in modo da pesare solo 42 chilogrammi. Il volo, eseguito alla presenza della Federation Aeronautique Internationale, è stato il primo ad essere ufficialmente confermato come effettuato su un ornitottero.
Un prototipo di ornitottero verticale disegnato da Leonardo da Vinci e che può essere azionato dai visitatori del museo è attualmente esposto all'interno del Leonardo Interactive Museum di Firenze.